# Adriana (drag queen)
Adriana Schatzi (Bogotá, 3 de septiembre de 1991), o simplemente Adriana, es una drag queen colombiana que ha desarrollado su carrera artística en Canadá. En 2021 fue una de las concursantes de Canada's Drag Race.

## Biografía
Nació en Bogotá, la capital de Colombia. Siendo adolescente viajó a Canadá para reunirse con su madre quien había emigrado al país norteamericano unos años antes. Se instalaron en Quebec, donde rápidamente desarrolló una carrera en el arte drag, llegando a ganar tres veces el premio «Drag Artist of the Year». También ha sido  directora artística de Le Drague en Quebec.
En 2021 fue una de las participantes de la segunda temporada del concurso televisivo Canada's Drag Race, versión canadiense del programa de telerralidad RuPaul's Drag Race. En la competición quedó en quinto lugar, tras ser eliminada en un lip sync al enfrentarse a Icesis Couture con la canción «Everybody Say Love» de Mitsou.
Adriana es artista asidua en el Orgullo de Montreal.

## Filmografía

### Televisión
| Año  | Título             | Notas                     | Posición  | Ref   |
| ---- | ------------------ | ------------------------- | --------- | ----- |
| 2023 | Canada's Drag Race | Concursante (temporada 2) | 5.º lugar | [ 4 ] |